# Matt Stover
Matt Stover (Dallas, 27 gennaio 1968) è un ex giocatore di football americano statunitense che ha giocato nel ruolo di kicker per venti stagioni nella National Football League (NFL) vincendo due Super Bowl.

## Carriera professionistica
Selezionato come 329a scelta dai New York Giants nel Draft NFL 1990, è rimasto per l'intera stagione nella squadra di allenamento senza mai giocare una partita.
Stagione 1991
Passa ai Cleveland Browns dove gioca 16 partite realizzando 16 su 22 field goal di cui uno bloccato con il più lungo di 55 yard"record personale", ha fatto 33 su 34 extra point.
Stagione 1992
Ha giocato 16 partite realizzando 21 su 29 field goal con il più lungo di 51 yard, ha fatto 29 su 30 extra point, 65 kickoff per 3895 yard di cui 14 in touchback, 51 ritornati e infine un passaggio che è stato intercettato concludendo con il ratio pari a 0%.
Stagione 1993
Ha giocato 16 partite realizzando 16 su 22 field goal con il più lungo di 53 yard, ha fatto 36 su 36 extra point, 66 kick off per 4014 yard di cui 21 in touchback, 44 ritornati e un onside kick.
Stagione 1994
Ha giocato 16 partite realizzando 26 su 28 field goal con il più lungo di 45 yard, ha fatto 32 su 32 extra point, 78 kick off per 4831 yard di cui uno terminato fuori dal campo di gioco, 5 in touchback, 71 ritornati e un onside kick.
Stagione 1995
Ha giocato 16 partite realizzando 29 su 33 field goal con il più lungo di 47 yard, ha fatto 26 su 26 extra point, 71 kick off per 4449 di cui uno terminato fuori dal campo di gioco, 7 in touchback e 63 ritornati.
Stagione 1996
Passa ai Baltimore Ravens dove gioca 16 partite realizzando 19 su 25 field goal con il più lungo di 50 yard, ha fatto 34 su 35 extra point, 80 kick off per 4879 yard di cui 2 terminati fuori dal campo, 6 in touchback, 70 ritornati e 2 onside kick di cui uno recuperato.
Stagione 1997
Ha giocato 16 partite realizzando 26 su 34 field goal di cui 2 bloccati con il più lungo di 49 yard, ha fatto 32 su 32 extra point, 75 kick off per 4867 yard di cui uno terminato fuori dal campo di gioco, 15 in touchback, 57 ritornati con un touchdown e 2 onside kick.
Stagione 1998
Ha giocato 16 partite realizzando 21 su 28 field goal di cui uno bloccato con il più lungo di 48 yard, 24 su 24 extra point, 65 kick off per 4004 yard di cui 2 terminati fuori dal campo di gioco, 5 in touchback, 57 ritornati con 2 touchdown e un onside kick.
Stagione 1999
Ha giocato 16 partite realizzando 28 su 33 field goal di cui uno bloccato con il più lungo di 50 yard, ha fatto 32 su 32 extra point, 76 kick off per 4646 yard di cui 2 terminati fuori dal campo di gioco, 3 in touchback, 70 ritornati e un onside kick.
Stagione 2000
Ha giocato 16 partite realizzando 35 su 39 field goal"record personale" di cui uno bloccato con il più lungo di 51 yard, ha fatto 30 su 30 extra point, 82 kick off per 5077 yard"record personale" di cui uno terminato fuori dal campo di gioco, 7 in touchback e 73 ritornati.
Stagione 2001
Ha giocato 16 partite realizzando 30 su 35 field goal con il più lungo di 49 yard, ha fatto 25 su 25 extra point, 26 kick off per 1529 yard di cui uno in touchback, 23 ritornati, 2 onside kick di cui uno recuperato, e infine ha fatto 2 tackle da solo.
Stagione 2002
Ha giocato 15 partite realizzando 21 su 25 fied goal con il più lungo di 51 yard, ha fatto 33 su 33 extra point, un punt di 33 yard downed e nelle 20 yard avversarie. Ha anche fatto 40 kick off per 2298 yard di cui uno terminato fuori dal campo di gioco, uno in touchback, 37 ritornati e un onside kick, infine ha fatto 2 tackle.
Stagione 2003
Ha giocato 16 partite realizzando 33 su 38 field goal con il più lungo di 49 yard, ha fatto 35 su 35 extra point, un punt di 34 yard in touchback, 7 kick off per 420 yard di cui uno in touchback e 6 ritornati, infine ha fatto un tackle.
Stagione 2004
Ha giocato 16 partite realizzando 29 su 32 yard di cui uno bloccato con il più lungo di 50 yard, ha fatto 30 su 30 extra point, un punt di 33 yard in touchback, 23 kick off per 1441 yard di cui 2 in touchback e 21 ritornati.
Stagione 2005
Ha giocato 16 partite realizzando 30 su 34 field goal con il più lungo di 49 yard, ha fatto 30 su 30 extra point, 33 kick off per 1913 yard di cui uno terminato fuori dal campo di gioco, uno in touchback, 30 ritornati e un onside kick, infine ha fatto un tackle.
Stagione 2006
Ha giocato 16 partite realizzando 28 su 30 field goal con il più lungo di 52 yard, ha fatto 37 su 37 extra point, 72 kick off per 4542 yard di cui 6 in touchback, 65 ritornati e un onside kick, infine ha fatto un tackle.
Stagione 2007
Ha giocato 16 partite realizzando 27 su 32 field goal di cui uno bloccato con il più lungo di 49 yard, ha fatto 26 su 26 extra point, 65 kick off per 4113 di cui 2 terminati fuori dal campo di gioco, 7 in touchback, 54 ritornati e 2 onside kick.
Stagione 2008
Ha giocato 16 partite realizzando 27 su 33 field goal di cui uno bloccato con il più lungo di 47 yard, ha fatto 41 su 41 extra point"record personale", 42 kick off per 2626 yard di cui 5 in touchback e 37 ritornati con un touchdown ed infine ha fatto un tackle da solo.
Stagione 2009
Passa agli Indianapolis Colts dove gioca 10 partite realizzando 9 su 11 field goal con il più lungo di 43 yard e ha fatto 33 su 33 extra point.
Ritiro
Si è ritirato il 25 maggio 2011 classificandosi al quarto posto di tutti i tempi nella NFL per punti segnati.

## Vittorie e premi
- Super Bowl : 2 Vittorie del Super Bowl (XXV, XXXV)
- (1) Pro Bowl  (2000)
- (1) First-Team All-Pro  (2000)